# Goniophthalmus australis
Goniophthalmus australis är en tvåvingeart som först beskrevs av Baranov 1938.  Goniophthalmus australis ingår i släktet Goniophthalmus och familjen parasitflugor. Inga underarter finns listade i Catalogue of Life.